# Metarhadinorhynchus thapari
Metarhadinorhynchus thapari är en hakmaskart som beskrevs av Gupta 1975. Metarhadinorhynchus thapari ingår i släktet Metarhadinorhynchus och familjen Illiosentidae. Inga underarter finns listade i Catalogue of Life.